# ليوناردو غوميز
ليوناردو غوميز (بالبرتغالية: Léo Gomes) (30 يونيو 1996 في البرازيل - ) هو لاعب كرة قدم برازيلي في مركز الدفاع. لعب مع نادي بوا إيسبورت.

## وصلات خارجية
- ليوناردو غوميز على موقع Soccerway.com (الإنجليزية)